# 文明V：众神与国王
《文明V：众神与国王》是由Firaxis开发的回合策略游戏文明系列的第五部——的首部资料片，於2012年6月19日於北美洲市場推出。《文明V：众神与国王》中不但增添了27种新单位、13种新建筑、9种新奇迹、9种可游玩的新文明，更改了投射兵种的升级链，还重新引入了宗教系统和谍报机制，同时外交也较前作而言变得更为丰富。

## 新增文明
| 文明       | 全称           | 領袖            | 特色單位   | 特色單位2  | 特色建築   | 特色技能 |
| ---------- | -------------- | --------------- | ---------- | ---------- | ---------- | -------- |
| 奥地利     | 奥地利文明     | 玛丽亚·特雷西娅 | 骠骑兵     | -          | 咖啡馆     | 联姻外交 |
| 拜占庭     | 拜占庭文明     | 狄奥多拉        | 甲胄骑兵   | 喷火船     | -          | 普世牧首 |
| 迦太基     | 迦太基文明     | 狄多            | 北非森林象 | 五列桨帆船 | -          | 航海贸易 |
| 凯尔特人   | 凯尔特文明     | 布狄卡          | 皮克特战士 | -          | 同乐会厅   | 德鲁伊教 |
| 埃塞俄比亚 | 埃塞俄比亚文明 | 海尔·塞拉西     | 皇家卫队   | -          | 纪念石柱   | 以弱胜强 |
| 匈人       | 匈人文明       | 阿提拉          | 骑射手     | 攻城槌     | -          | 上帝之鞭 |
| 玛雅       | 玛雅文明       | 巴加尔          | 掷矛兵     | -          | 玛雅金字塔 | 长历法   |
| 荷兰       | 荷兰文明       | 威廉·奥兰治     | 海上乞丐   | -          | 圩田       | 贸易特权 |
| 瑞典       | 瑞典文明       | 古斯塔夫·阿道夫 | 北方轻骑兵 | 卡尔远征军 | -          | 诺贝尔奖 |

## 奇迹与自然奇观
众神与诸王资料片中世界奇迹新增与变更：

### 新增奇迹
| 时代     | 中文名         | 英文名                       | 备注     |
| -------- | -------------- | ---------------------------- | -------- |
| 古典时代 | 佩特拉         | Petra                        |          |
| 古典时代 | 兵马俑         | the Terracotta Army          |          |
| 中古时代 | 杰内大清真寺   | the Great Mosque of Djenne   |          |
| 中古时代 | 阿尔罕布拉宫   | Alhambra                     |          |
| 中古时代 | 圣殿           | Grand Temple                 | 国家奇观 |
| 启蒙时代 | 比萨斜塔       | Leaning Tower of Pisa        |          |
| 工业时代 | 新天鹅堡       | Neuschwanstein               |          |
| 电气时代 | 国家情报局     | National Intelligence Agency | 国家奇观 |
| 原子时代 | 防火长城       | the Great Firewall           |          |
| 信息时代 | 哈勃太空望远镜 | the Hubble Space Telescope   |          |
| 信息时代 | 西恩塔         | the CN tower                 |          |

### 变更奇迹
- 远古时代
  - 巨石阵 Stonehenge（原来的+6文化被兵马俑替代，改为+6信仰）

### 新增自然奇观
- 吉罗娑山 Mt.Kailash
- 西奈山 Mt.Sinai
- 圣足山 Sri Pada
- 乌鲁汝 Uluru

## 宗教
资料片中，世界各教只是借鉴为宗教名字和图标的外壳而已，宗教效果完全由玩家自己选择的神系、创立者信条及追随者信条定义（不是自由定义），宗教名字同样也可以自定义。与文明IV相比，众神与诸王宗教系统自由度更高，但在外交的影响力上不及前者。特殊地，资料片自带的剧情走向文艺复兴中，宗教的外交影响力相对于非剧情游戏有一定加强。
以下为游戏借用的宗教：（排名按拼音先后）
- 道教
- 佛教
- 基督教
- 儒学
- 神道教
- 琐罗亚斯德教（拜火教）
- 腾格里教
- 锡克教
- 伊斯兰教
- 印度教
- 犹太教

宗教创立须消耗一位大先知。一场游戏中，只能创立不超过（地图默认）玩家总数一半的宗教。

## 评价
游戏的初期评价是正面的，在评论汇总网站Metacritic收集的42个评价中，游戏的平均得分为80/100分。